# Deutsche Armee-, Marine- und Kolonial-Ausstellung Berlin 1907

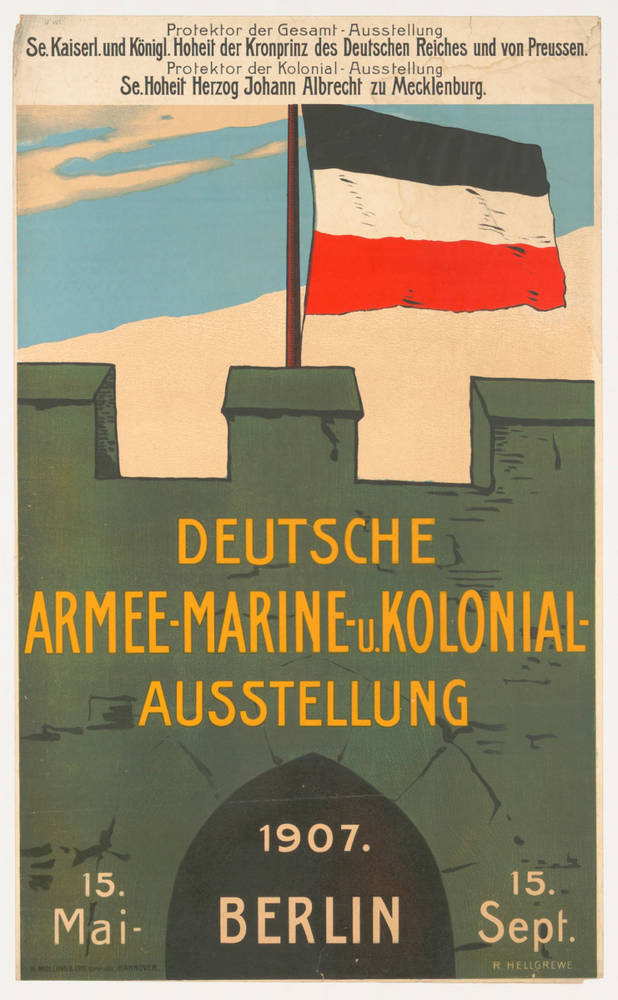
Plakat zur Deutschen Armee-, Marine- und Kolonial-Ausstellung 1907

Die Deutsche Armee-, Marine- und Kolonial-Ausstellung fand in der Zeit vom 15. Mai bis 15. September 1907 in Schöneberg bei Berlin statt und sollte den deutschen Anspruch auf die Kolonialgebiete betonen und der deutschen Industrie die Gelegenheit zur Präsentation militärischer Ausrüstung geben. Im Rahmen der Ausstellung wurde auch eine Völkerschau mit dem Namen „Wild Afrika“ gezeigt. Sie muss vor dem Hintergrund des Deutsch-Britischen Flottenwettrüstens eingeordnet werden, das den Staatshaushalt erheblich belastete.

## Ausstellungsgelände

Lageplan der Ausstellung

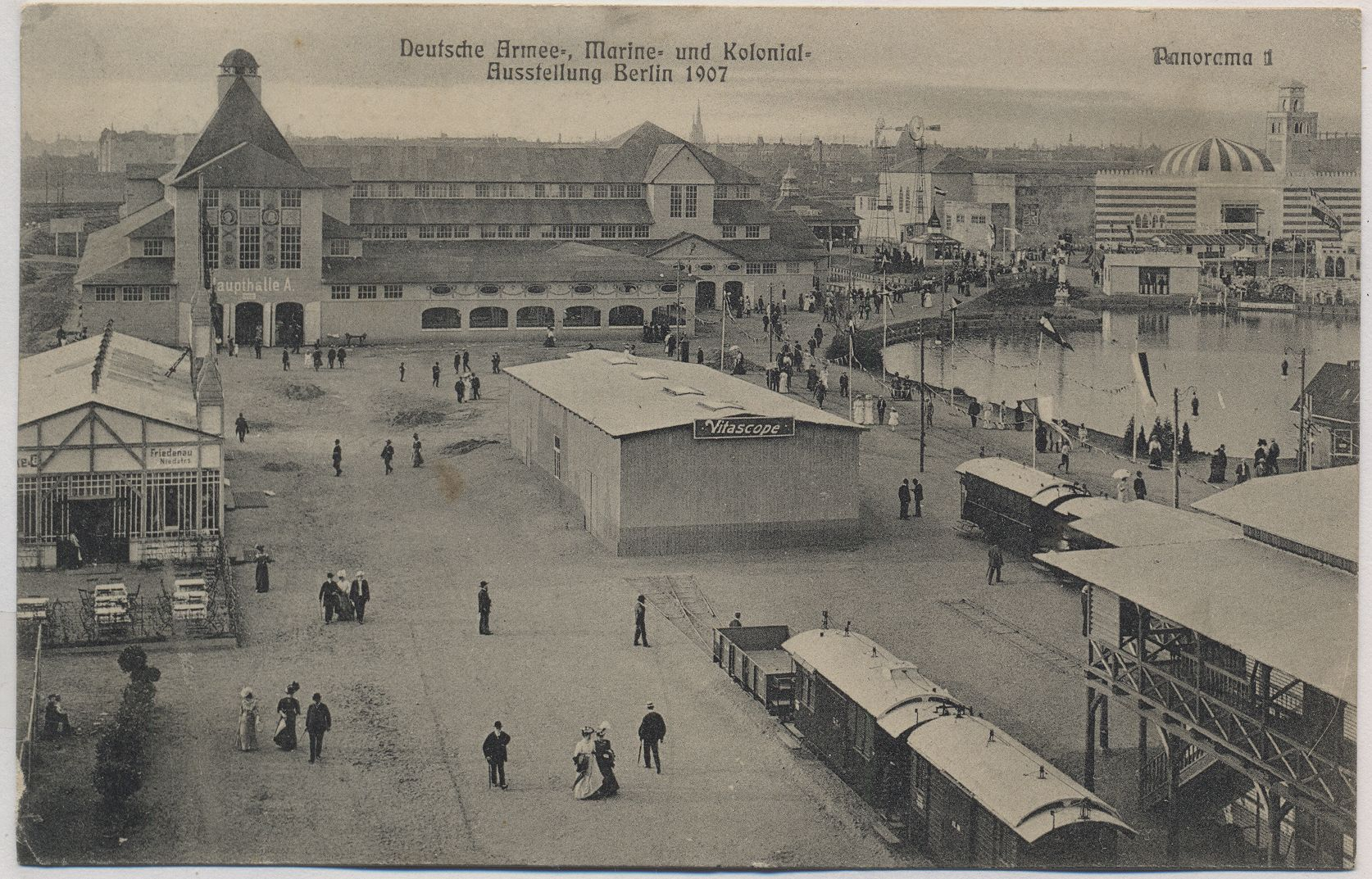
Gebäude der Ausstellung mit Haupthalle

Das Ausstellungsgelände befand sich östlich der Rubensstraße und reichte in das damals unbebaute Schöneberger Südgelände hinein, zwischen dem Güterbahnhof Schöneberg an der Berlin-Potsdamer Stammbahn/Wannseebahn im Norden und bis hinter die 1903 geweihte Nathanel-Kirche am 1939 so benannten Grazer Platz im Süden. Der Hauptzugang für die Besucher auf das Gelände war vom Bahnhof Friedenau über die Begasstraße eingerichtet.